# Uncle's Finish
Uncle's Finish è un cortometraggio muto del 1914 diretto e interpretato da Pat Hartigan.

## Trama
Percy, unico erede di uno zio molto ricco e molto eccentrico, si vede costretto a sostenere tutte le follie del vecchio, come quella di credere che possa esistere un'acqua miracolosa che ridona la gioventù. Addormentatosi, Percy sogna che lo zio sia partito alla volta della città dell'acqua della giovinezza. Dopo averla bevuta, lo zio ottantenne ritorna giovane e pieno di appetito, tanto vorace da mangiarsi tutto quel che vede. Lo zio, poi, regredisce sempre di più, diventa sempre più giovane, fino al punto di arrivare a diventare una scimmia... Per fortuna, in quel momento Percy si sveglia e scopre che è stato tutto un sogno.

## Produzione
Il film fu prodotto dalla Hartigan Comedies.

## Distribuzione
Distribuito dalla Eclectic Film Company, il film - un cortometraggio di 14 minuti - uscì nelle sale cinematografiche USA il 17 agosto 1914.